# THE BEST / 南沙織 -1978年11月版-
『THE BEST / 南沙織』（ザ・ベスト / みなみさおり）は、南沙織通算4枚目の2枚組ベスト・アルバム。1978年11月1日発売。発売元はCBSソニー。

## 解説
- 1978年10月7日、調布市市民福祉会館で「さよならコンサート」を開催後、初めてリリースされたベストアルバム。このアルバムのリリース以降、似たタイトルのベストアルバムが毎年のように発売された。
- アルバム単体作品としてはCD復刻化はされていないが、全楽曲は既に他アイテムでCD化済み。

## 収録曲

### Disk 1 / Side A
1. Ms. （ミズ）
  - 作詞: 有馬三恵子、作曲・編曲: 筒美京平
2. 春の予感‐I've been mellow‐
  - 作詞・作曲・編曲: 尾崎亜美
3. 愛なき世代
  - 作詞: 松本隆、作曲: 木戸一成、編曲: 萩田光雄
4. 木枯しの精
  - 作詞・作曲: 丸山圭子、編曲: 萩田光雄
5. ゆれる午後
  - 作詞: 有馬三恵子、作曲: 筒美京平、編曲: 萩田光雄
6. 愛はめぐり逢いから
  - 作詞: 岡田冨美子、作曲・編曲: 林哲司
7. 街角のラブソング
  - 作詞・作曲: つのだひろ、編曲: 萩田光雄
8. 哀しい妖精
  - 作詞: 松本隆、作曲: ジャニス・イアン、編曲: 萩田光雄

### Disk 1 / Side B
1. 人恋しくて
  - 作詞: 中里綴、作曲: 田山雅充、編曲: 水谷公生
2. ひとねむり
  - 作詞: 落合恵子、作曲: 筒美京平、編曲: 林哲司
3. 青春に恥じないように
  - 作詞: 荒井由実、作曲: 川口真、編曲: 萩田光雄
4. 気がむけば電話して
  - 作詞: 中里綴、作曲: 田山雅充、編曲: 萩田光雄
5. 想い出通り
  - 作詞: 有馬三恵子、作曲: 筒美京平、編曲: 萩田光雄
6. 女性
  - 作詞: 有馬三恵子、作曲: 筒美京平、編曲: 高田弘
7. 夜霧の街
  - 作詞: 有馬三恵子、作曲・編曲: 筒美京平

### Disk 2 / Side A
1. 色づく街
  - 作詞: 有馬三恵子、作曲・編曲: 筒美京平
2. 夏の感情
  - 作詞: 有馬三恵子、作曲・編曲: 筒美京平
3. バラのかげり
  - 作詞: 有馬三恵子、作曲・編曲: 筒美京平
4. ひとかけらの純情
  - 作詞: 有馬三恵子、作曲・編曲: 筒美京平
5. 田園交響楽
  - 作詞: 松本隆、作曲・編曲: 馬飼野康二

10thアルバム『20才』（1974.12.10）収録
6. カリフォルニアの青い空
  - 作詞・作曲: A.Hammond・M.Hazlewood、編曲: 穂口雄右
7. 傷つく世代
  - 作詞: 有馬三恵子、作曲・編曲: 筒美京平

### Disk 2 / Side B
1. 17才
  - 作詞: 有馬三恵子、作曲・編曲: 筒美京平
2. 潮風のメロディ
  - 作詞: 有馬三恵子、作曲・編曲: 筒美京平
3. 妹よ
  - 作詞: 有馬三恵子、作曲: 筒美京平、編曲: 高田弘

7thアルバム『20才まえ』（1973.9.21）収録
4. 空色のインクで
  - 作詞: 中里綴、作曲: 田山雅充、編曲: 萩田光雄

14thアルバム『哀しい妖精』（1976.9.21）収録
5. ともだち
  - 作詞: 有馬三恵子、作曲・編曲: 筒美京平
6. 早春の港
  - 作詞: 有馬三恵子、作曲・編曲: 筒美京平
7. 哀愁のページ
  - 作詞: 有馬三恵子、作曲・編曲: 筒美京平
8. 純潔
  - 作詞: 有馬三恵子、作曲・編曲: 筒美京平

## 関連作品
- 「THE BEST」シリーズ
  - THE BEST / 南沙織 -1978年6月版-
  - THE BEST / 南沙織 -1979年6月版-
  - THE BEST / 南沙織 -1979年11月版-
  - THE BEST / 南沙織 -1980年版-
  - THE BEST / again 南沙織
  - THE BEST / 南沙織 -1982年版-
  - 南沙織 THE BEST 〜 Cynthia-ly　（Super Audio CD）
- 2枚組以上のベスト盤　※CD-BOXを含む
  - 南沙織デラックス
  - Best of Best 南沙織のすべて
  - シンシアのハーモニー
  - シンシア・ラブ
  - THE BEST / 南沙織 -1979年11月版-
  - 南沙織ベスト Recall 〜28 SINGLES SAORI + 1〜
  - Cynthia Memories
  - GOLDEN J-POP/THE BEST 南沙織
  - CYNTHIA ANTHOLOGY
  - GOLDEN☆BEST 南沙織 筒美京平を歌う
  - Cynthia Premium
  - GOLDEN☆BEST 南沙織 コンプリート・シングルコレクション
  - ゴールデン☆アイドル 南沙織
  - CYNTHIA ALIVE

## 関連人物
- 有馬三恵子
- 田山雅充
- 筒美京平
- 中里綴
- 萩田光雄
- 松本隆